# Hollow Creek
Hollow Creek – miasto w Stanach Zjednoczonych, w stanie Kentucky, w hrabstwie Jefferson.